# Stalit
Stellit là một loạt các hợp kim của côban với crôm. Nó cũng có thể chứa wolfram và một lượng nhỏ nhưng quan trọng carbon. Nó là sản phẩm đã đăng ký thương hiệu của công ty Deloro Stellite và được sản xuất bởi Elwood Haynes  trong đầu năm 1900 như là một thay thế cho các chất phủ bảo vệ dụng cụ ăn.

## Thành phần
Quặng stellit bao gồm một loạt các hợp kim dựa trên cobalt, với tỷ lệ chromi đáng kể (lên tới 33%) và vonfram (lên tới 18%). Một số hợp kim cũng chứa niken hoặc molybden. Hầu hết chúng đều có hàm lượng carbon khá cao khi so sánh với thép carbon.